# مايك لويس (لاعب كرة قدم أمريكية)
مايك لويس (بالإنجليزية: Mike Lewis)‏ هو لاعب كرة قدم أمريكية أمريكي، ولد في 15 أغسطس 1984.

## وصلات خارجية
- مايك لويس على موقع JustSportsStats.com (الإنجليزية)